# Ievguenia Berkovitch
Evguenia (Jenia) Berkovitch, née le 29 avril 1985, est une metteuse en scène de théâtre, dramaturge et poétesse féministe russe. Elle est membre du « Septième Studio » de Kirill Serebrennikov.
Opposée à l'invasion russe de l'Ukraine en 2022, elle est arrêtée le 5 mai 2023 aux côtés de Svetlana Petriïtchouk. Le 8 juillet 2024, les deux femmes ont été condamnés à six ans de prison, pour « apologie du terrorisme ». 

## Biographie

### Famille
Berkovitch est juive. Son arrière-grand-père paternel, Lev Maïzelis, est accusé de conspiration et exécuté en 1938. Sa grand-mère maternelle Nina Katerli (en) (1934-2023), est une écrivaine, publiciste et militante des droits humains Son grand-père voulait devenir réalisateur, mais en raison de l'antisémitisme en URSS, il n'a été accepté dans aucune école de théâtre. De lui, Berkovitch hérite sa passion pour le théâtre. Les parents de Berkovitch sont Elena Mikhaïlovna Efros, une militante des droits humains, et Boris Berkovitch, poète. Ses parents divorcent quand elle est enfant et son père immigre en Israël et se remarie. Elle a une sœur jumelle, Maria.
Berkovitch est mariée à Nikolaï Matveïev, également professionnel du théâtre. Ils ont adopté deux filles, âgées de 13 et 15 ans, en 2019,.

### Carrière
En 2007, Berkovitch obtient un master de l'Institut d'État russe des arts du spectacle en gestion de théâtre. De 2003 à 2008, elle travaille au Théâtre de la créativité des jeunes de Saint-Pétersbourg en tant que metteuse en scène et enseignante. En 2008, elle s'inscrit à l'École de Théâtre d'Art de Moscou avec une spécialisation en mise en scène, dans le cours de Kirill Serebrennikov. Durant de ses études, elle travaille avec les metteurs en scène Ilia Chagalov, Maxime Mychanski et Alexandre Sozonov sur la performance poétique Red Branch [Poésie de Megapolis], présentée à Théâtre contemporain de Winzavod (en).
Elle met en scène L'Alouette dans le cadre de son travail de fin d'études. La pièce, présentée en 2012 au Théâtre d'art Anton-Tchekhov, utilise le procès de Jeanne d'Arc comme métaphore de la justice des tribunaux russes.
La même année en 2012, dans le cadre du projet Platform au Winzavod, elle met en scène la première russe de l'opéra Autland de Sergej Newski (en), basée sur des textes et des poèmes de personnes atteintes de TSA,. L'œuvre suivante de Berkovitch est intitulée L'homme qui ne travaillait pas. Le procès de Joseph Brodsky (2012) est une pièce est basée sur la poésie de Brodsky et sur l'enregistrement de son procès par Frida Vigdorova. Parmi ses autres œuvres, le monde du théâtre a remarqué sa Sunny Line basée sur la pièce d'Ivan Vyrypaev. La pièce est présentée en 2018 à la Nouvelle Scène du Théâtre Alexandra.
En 2018, Berkovitch fonde la compagnie de théâtre indépendante SOSO Daughters.
En 2020, Berkovitch met en scène la pièce Finist, le clair faucon, écrite par Svetlana Petriïtchouk en 2019. En 2022, la pièce reçoit le prix de la meilleure création de costumes au festival Masque d'or, Petriïtchouk remporte le prix de la meilleure dramaturge pour son travail. La pièce est basée sur des histoires réelles de femmes russes qui ont épousé des islamistes radicaux et ont déménagé en Syrie. Certaines d’entre eux sont retournés en Russie et ont été arrêtées et jugés pour avoir aidé le terrorisme,,. La pièce est traduite en français par Antoine Nicolle et Alexis Vadrot aux éditions L'espace d'un instant.
Au fil des ans, Berkovitch devient très active dans les œuvres caritatives. Parmi ses projets figurent le festival « Je ne suis pas seule » et un stage pour enfants vivant dans des orphelinats. Durant le stage, les enfants, avec l'aide de metteurs en scène professionnels, mettent en scène cinq spectacles qui sont ensuite présentés dans les principaux théâtres de Moscou.

### Pression de l'État et arrestation
En mai 2022, Berkovitch écrit deux poèmes sur l'invasion russe de l'Ukraine en 2022. Dans le premier, un grand-père vétéran apparaît à son petit-fils en 2022 et lui demande de ne pas porter son portrait lors du défilé. Dans le deuxième poème, elle parle de la frappe aérienne du théâtre de Marioupol. Elle participe également à une manifestation contre l'invasion le jour même de son début, et elle est arrêtée et maintenue en détention pendant 11 jours. Elle écrit aussi d'autres poèmes contre la guerre. Certains de ses poèmes sont traduits en français par Nastasia Dahuron et Eva Graphova pour les revues La Revue nouvelle et Desk Russie.
Selon TV Rain, c'est le réalisateur Nikita Mikhalkov qui a dénoncé Berkovitch, Petriïtchouk et la pièce Finist, le clair faucon à Alexandre Bastrykine, chef du Comité d'enquête de Russie. Cela a déclenché leur arrestation.
Le 4 mai 2023, Jénia Berkovitch et sa collègue Svetlana Petriïtchouk, également dramaturge et scénariste, sont arrêtées comme suspectes dans une affaire pénale de « justification du terrorisme » (appels publics à des activités terroristes ou justification publique du terrorisme, criminalisés en vertu de l'article 205.2 du Code pénal russe) dans la pièce Finist, le clair faucon. Une enquête judiciaire sur Berkovitch et Petriïtchouk est ouverte à la suite d’un rapport du Mouvement de libération nationale de Russie, un mouvement ultra-conservateur et d’extrême droite. La pièce est également dénoncée par un acteur de Nijni Novgorod, Vladimir Karpouk,. L'examen et le rapport de 125 pages suivant l'enquête sont achevés en une seule journée, le 3 mai. Le 4 mai, les maisons de la mère et de la grand-mère de Berkovitch ont été perquisitionnées par la police. Le 5 mai, Berkovitch et Petriïtchouk sont placés en détention provisoire à la prison de Lefortovo pour deux mois. L'accusation s'appuie sur une expertise menée par Roman Silantyev (en), qui a trouvé dans la pièce « de nombreuses justifications de l'ISIS » et a qualifié son approche féministe de « radicale » et menaçante pour l'État russe. Un groupe de scientifiques russes de premier plan a publié une lettre dans laquelle il est indiqué que la science de la « destructologie » proposée par Silantyev et utilisée dans son expertise présente des caractéristiques de pseudoscience et ne devrait pas être utilisée dans une expertise médico-légale.
L’affaire provoque un large tollé public. Après l'arrestation, Novaïa Gazeta publie une lettre ouverte de soutien, exigeant la libération immédiate des deux femmes. Dmitri Mouratov exprime son soutien aux dramaturges et qualifie les poursuites engagées contre elles de persécution politique. Des experts indépendants indiquent que la pièce véhiculait un message antiterroriste clair. La lettre de Novaïa Gazeta est signée par plus de 16 000 personnes. Amnesty International exhorte les autorités russes à libérer les deux femmes.
La détention de Berkovitch et Petriïtchouk est prolongée à plusieurs reprises. D'abord en septembre puis en novembre, leur détention est prolongée jusqu’au 10 janvier 2024. Le 9 janvier 2024, leur détention est prolongée jusqu’au 10 mars 2024. Le 7 mars 2024, leur détention est de nouveau prolongée jusqu’au 10 avril 2024. En mai 2024, leur détention est prolongée jusqu’en octobre 2024,. En avril 2024, Berkovitch et Petriïtchouk ont été ajoutés à la liste des terroristes et des extrémistes de Rosfinmonitoring (en)
Le 20 novembre 2023, après l'annonce du décès de la grand-mère de Berkovitch, Nina Katerli, 23 personnalités publiques russes, dont l'ancien animateur de talk-show Ivan Ourgant, le lauréat du prix Nobel Dmitri Mouratov et les acteurs Tchoulpan Khamatova et Evgueni Mironov écrivent une lettre ouverte à la Commissaire des droits humains pour la Russie (en) Tatiana Moskalkova, lui demandant son aide pour la libération de Berkovitch, afin qu'elle puisse se rendre aux obsèques de sa grand-mère. La lettre est publiée dans Novaïa Gazeta,. Berkovitch est autorisée à assister aux funérailles de sa grand-mère, puis est renvoyée en détention.
Berkovitch décrit le voyage pour se rendre aux funérailles comme une expérience de torture. Elle passe 25 heures dans un fourgon de transport de prisonniers sans chauffage, sans vêtements chauds, sans nourriture et sans eau. Selon elle, il lui est impossible de se tenir debout, de s'asseoir ou de dormir, et elle n'est autorisée à aller aux toilettes qu'à deux reprises. L'administration pénitentiaire lui interdit la transmission de lettres sous prétexte que trop de messages ne passaient pas la censure de la prison.
Le procès de Berkovitch et Petriïtchouk débute le 20 mai 2024. Au Festival de Cannes 2024, Serebrennikov, lors de la projection de son film Limonov : la ballade, brandit une photo des deux dramaturges en signe de protestation contre leur détention et leur procès.
Le 8 juillet 2024, Berkovitch et Petriïtchouk sont condamnés à 6 ans de prison,.